# Atanazy Benoé
Atanazy Benoé (* 11. März 1827 in Niegowić; † 9. März 1894 in Wien) war ein polnischer Großgrundbesitzer und Abgeordneter im Galizischen Landtag und im Reichsrat.

## Leben
Benoé absolvierte das Gymnasium 1842 in Krakau. Danach studierte er bis 1846 Landwirtschaft an der Jagiellonen-Universität. In dieser Zeit beteiligte er sich an Verschwörung und war kurze Zeit inhaftiert, wurde 1847 jedoch amnestiert. Nach seinem Studium kehrte er auf seinen Grundbesitz zurück.
1846 wurde er in den Galizischen Landtag gewählt. Dort gehörte er zu den gemäßigten Politikern, die mit den „Weißen“ aus Kongresspolen 1862 ein Bürgerkomitee in Krakau gründeten. Während des Januaraufstandes 1863 schloss er sich dem Nationalkomitee für Westgalizien an. Im September 1863 wurde er mit Józef Baum, Karol Rogawski, Stanisław Tarnowski und Cezary Emil Haller festgenommen und in Lemberg inhaftiert. Das Kriegsgericht sprach ihn im Juni 1864 aufgrund mangelnder Beweislage frei.
Am 14. März 1882 wurde er nach dem Tod von Władysław Pęgowski in das Abgeordnetenhaus nachgewählt. 1885 und 1891 wurde er wiedergewählt. Zudem wurde er 1893 zum Obmann-Stellvertreter und im Februar 1894 zum Obmann des Polenklubs gewählt.
Benoé starb am 9. März 1894 in Wien und wurde in Niegowić beigesetzt.